# Roztyly (Chbany)
Roztyly (německy Rostial) jsou malá vesnice, část obce Chbany v okrese Chomutov. Nachází se asi jeden kilometr na sever od Chban. Vesnice stojí ve staré kulturní krajině osídlené už v pozdní době kamenné. Od druhé poloviny dvanáctého století patřila k majetku valdsaského kláštera a později se v jejím držení střídali především žatečtí a kadaňští měšťané. Obyvatelé se živili převážně zemědělstvím a od konce dvacátého století se v jejím těsném sousedství těží písky a štěrkopísky. Roztyly jsou také název katastrálního území o rozloze 1,27 km².

## Název
Název vesnic je odvozen ze spojení ves lidí roztylých. Přídavné jméno roztylý znamená roztučnělý. V historických pramenech se jméno vyskytuje ve tvarech: Rozdel (1185), Rozstil (1195), in Roztile (1415), in villis Roztylech… (1489) nebo Rostial (1787 a 1846).

## Historie

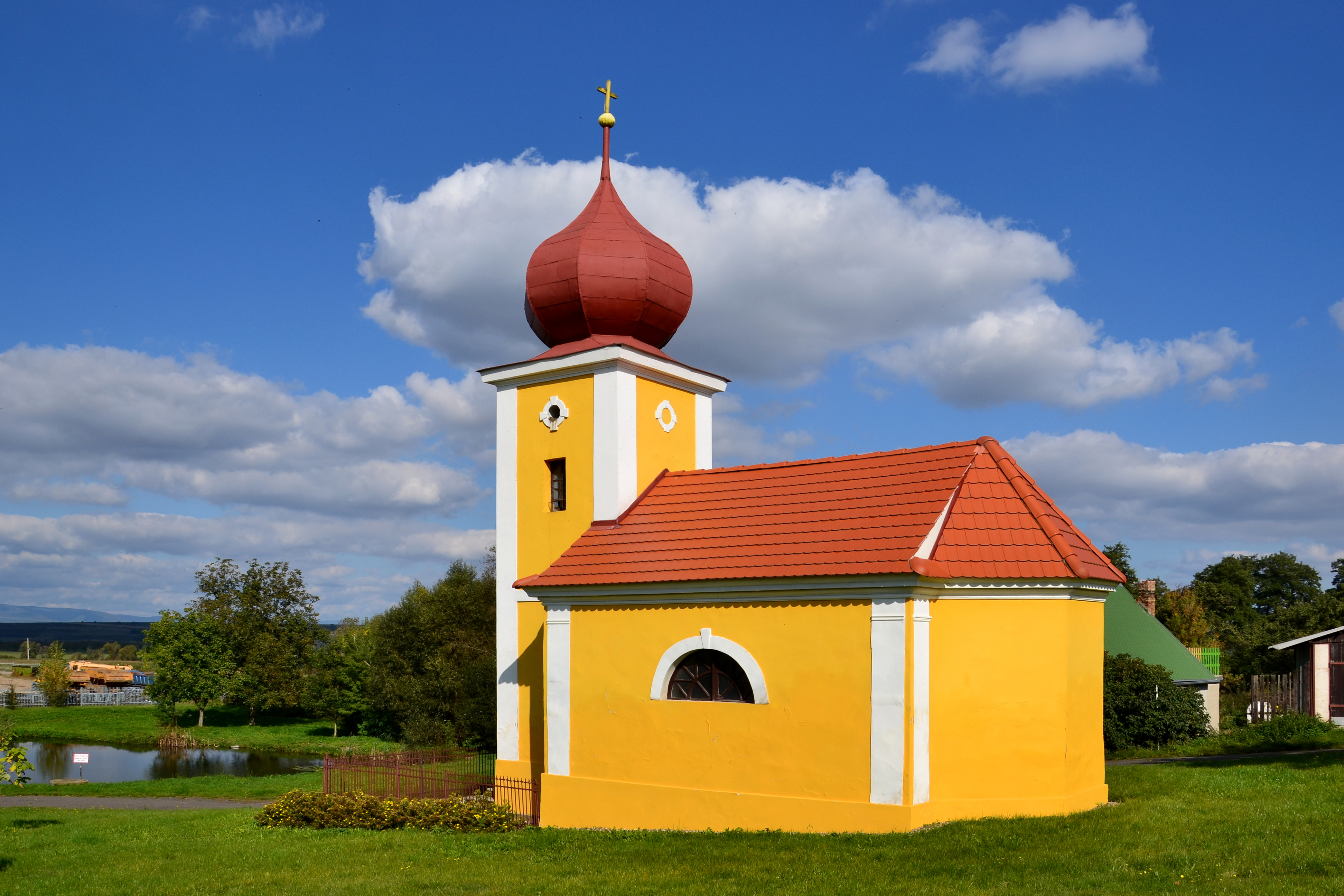
Kaple

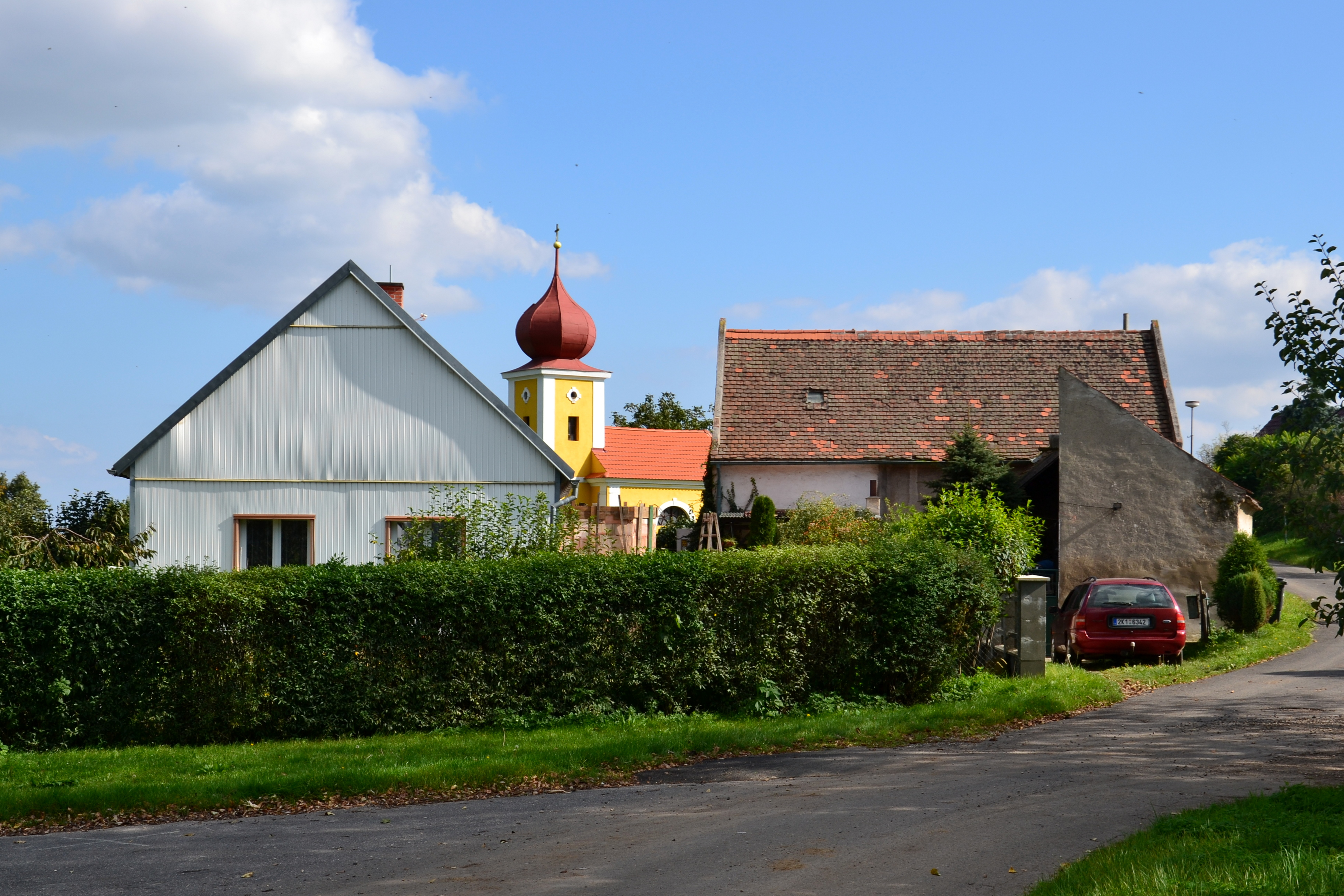
Domy u vjezdu do osady

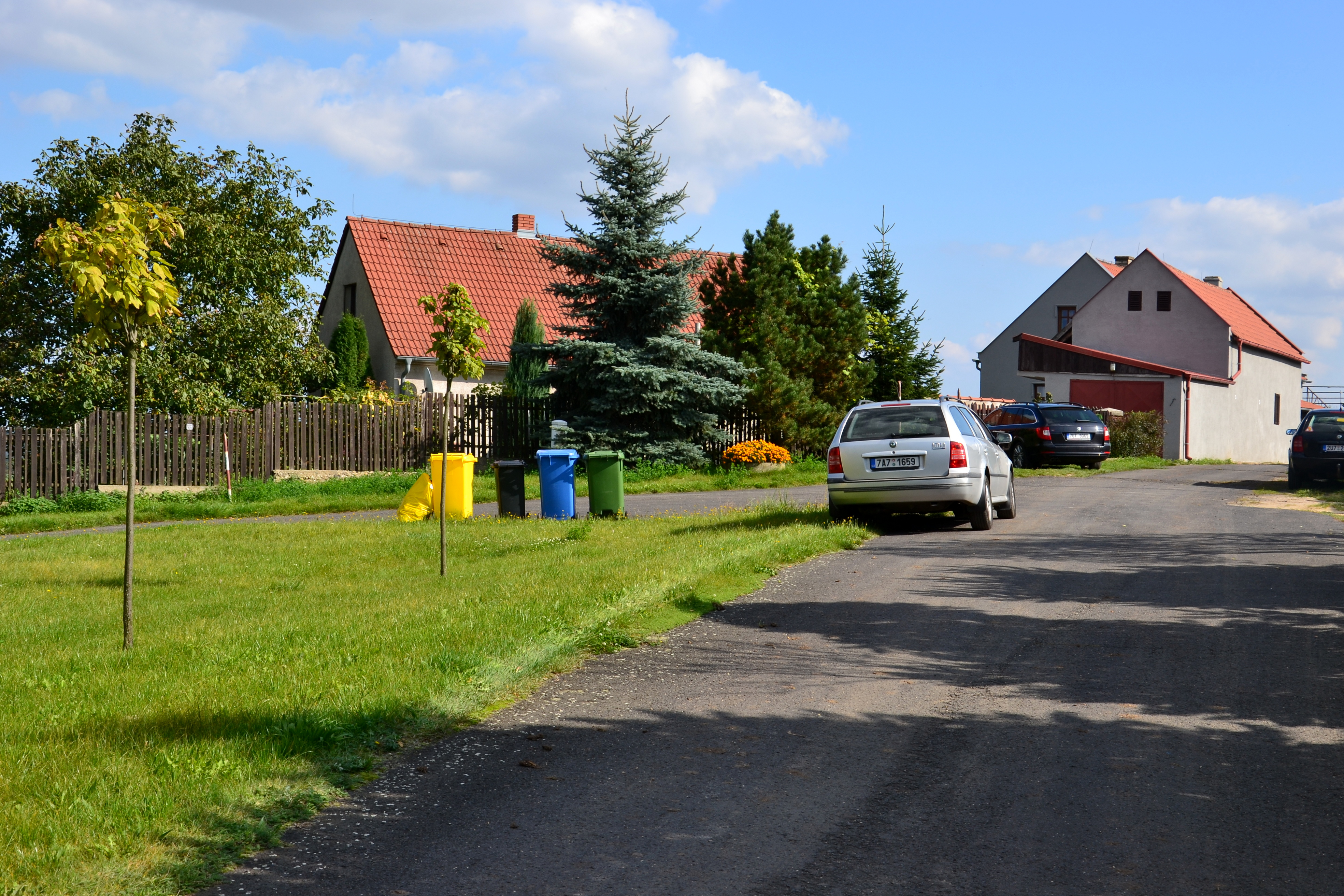
Domy na jihovýchodním návrší

Archeologické výzkumy v prostoru pískoven u Soběsuk a později i u Roztyl dokládají osídlení okolní krajiny od pozdní doby kamenné v době 3700–3100 let před naším letopočtem. Při archeologickém výzkumu sídliště z mladší a pozdní doby bronzové byl u Roztyl v roce 1996 odkryt a částečně prozkoumán nejspíše kultovní objekt štítarské kultury s pohřbem koně. Nalezené lidské kosti dokládají existenci rituálního kanibalismu.
První písemná zmínka o Roztylech pochází z roku 1185, kdy vesnice patřila valdsaskému klášteru a papež Lucius III. ji vzal, spolu s dalším klášterním majetkem, pod svou ochranu. Další zprávy pochází až z přelomu čtrnáctého a patnáctého století, kdy část vesnice vlastnili žatečtí měšťané. Jejich podíl připadl jako odúmrť králi Václavovi IV., ale příbuzní původních majitelů se o majetek soudili a spor v roce 1415 vyhráli. V průběhu patnáctého století se majitelem vesnice stal Jindřich z Kladna, který v roce 1489 zemřel. Vesnice opět připadla panovníkovi, ale odúmrť opět napadla Jindřichova sestra Regina. Svá práva však přenechala městu Žatci.
Dalším majitelem vesnice byl na konci patnáctého století Bohuslav Chotek z Vojnína. Po něm se vlastníky stali Fictumové, jejichž rodu Roztyly patřily až do roku 1541, kdy je od nich koupil kadaňský měšťan Kryštof Zedlitzer ze Zedlic. Jeho potomci vesnici vlastnili až do počátku třicetileté války, kdy jim byla za účast na stavovském povstání zabavena. Důvodem byla účast Adama Zedlitzera při tažení stavovského vojska do Dolních Rakous. Je však možné, že byl rodině majetek vrácen, protože podle berní ruly z roku 1654 patřilo panství Roztyly sirotkům Cetlerovským. Ve vsi tehdy žili tři sedláci, kteří dohromady chovali deset krav, osmnáct jalovic, 26 ovcí, 42 prasat a šest koz. K panství patřil také jeden sedlák v Čermníkách a čtyři chalupníci v Úhošťanech. Kadaňským měšťanům poté vesnice patřila až do roku 1848. Město zdejší šosovní dvory spravovalo prostřednictvím svého milžanského statku. Podle Johanna Gottfrieda Sommera v roce 1846 ve vsi žilo 21 obyvatel v šesti domech.
Po druhé světové válce byli vysídleni němečtí obyvatelé a jejich domy přidělovala místní správní komise novým přistěhovalcům. Bylo založeno jednotné zemědělské družstvo, ale už v roce 1951 se s dluhem ve výši 300 tisíc korun sloučilo s družstvem ve Chbanech. O devět let později zaniklo i to, a stalo se součástí státního statku Poláky.
V roce 1982 se ve vesnici natáčely některé záběry filmu Yentl, který režírovala Barbra Streisandová. V souvislosti s tím byly opraveny střechy budov a elektrické vedení přesunuto pod zem.

## Obyvatelstvo
Při sčítání lidu v roce 1921 zde žilo 69 obyvatel (z toho 29 mužů), z nichž bylo dvanáct Čechoslováků, 56 Němců a jeden cizinec. Kromě jednoho evangelíka byli římskými katolíky. Podle sčítání lidu z roku 1930 měla vesnice 58 obyvatel: sedm Čechoslováků a 51 Němců. Všichni se hlásili k římskokatolické církvi.
|                                                                      | 1869 | 1880 | 1890 | 1900 | 1910 | 1921 | 1930 | 1950 | 1961 | 1970 | 1980 | 1991 | 2001 | 2011 | 2021 |
| -------------------------------------------------------------------- | ---- | ---- | ---- | ---- | ---- | ---- | ---- | ---- | ---- | ---- | ---- | ---- | ---- | ---- | ---- |
| Obyvatelé                                                            | 27   | 43   | 51   | 39   | 65   | 69   | 58   | 35   | 25   | 18   | 21   | 21   | 13   | 9    | 7    |
| Domy                                                                 | 7    | 9    | 10   | 12   | 9    | 9    | 9    | 11   | —    | 7    | 6    | 7    | 6    | 6    | 6    |
| Počet domů z roku 1961 je zahrnut v celkovém počtu domů obce Chbany. |      |      |      |      |      |      |      |      |      |      |      |      |      |      |      |

## Obecní správa
V období let 1869–1930 byly Roztyly osadou obce Přeskaky a v roce 1950 patřila ke Chbanům. Až do roku 1960 obě obce ležely v okrese Žatec, ale poté byly převedeny do okresu Chomutov.

## Hospodářství

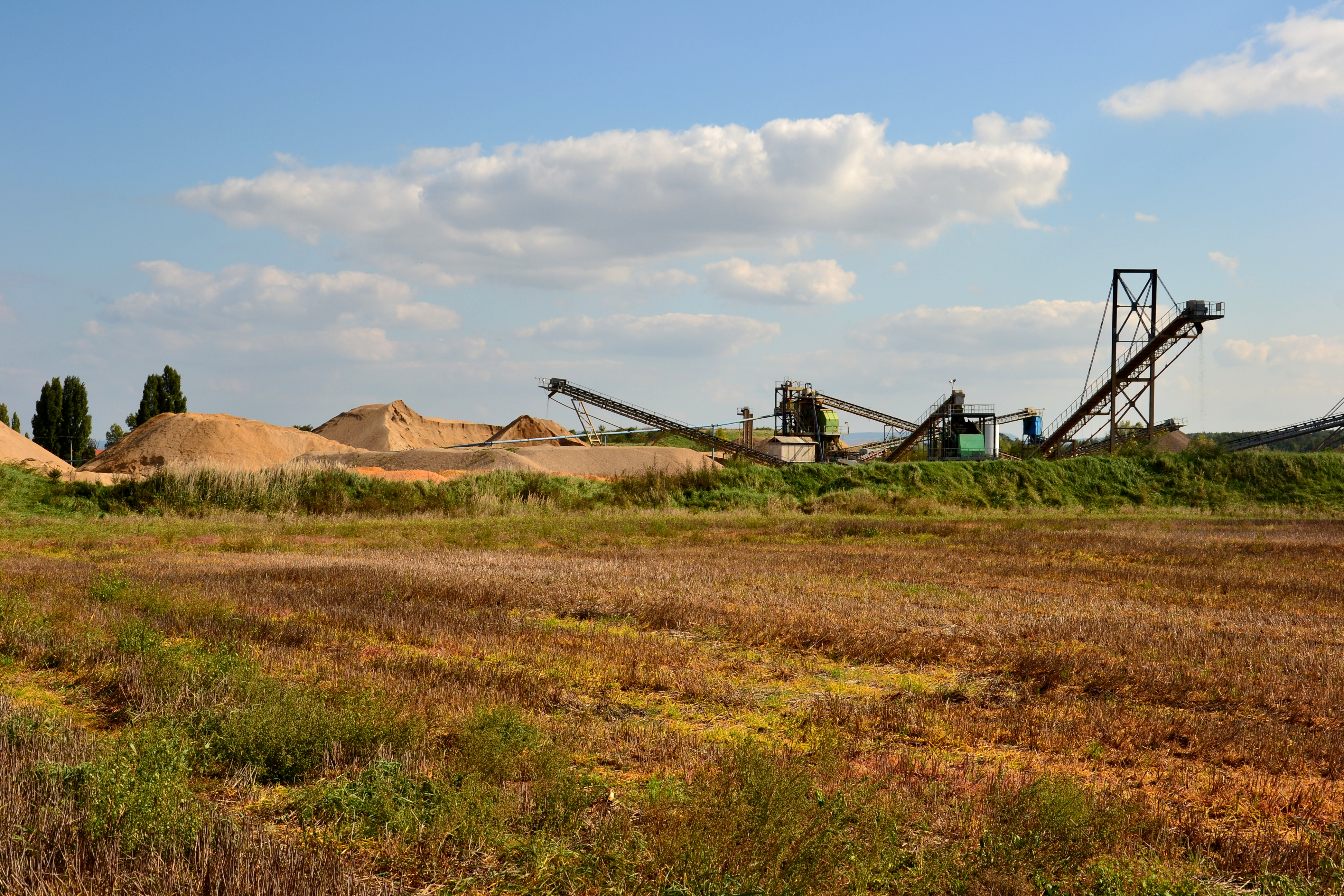
Pískovna

Většina obyvatel pracovala ve druhé polovině dvacátého století v zemědělství. V roce 2000 byl v katastrálním území vesnice otevřen nový závod firmy Severočeské pískovny a štěrkovny, který navázal na starší těžbu písku u Soběsuk. Na počátku 21. století v něm 25 zaměstnanců těžilo ročně 400–500 tun štěrkopísku ročně.